# Sör-Grundträsket
Sör-Grundträsket är en sjö i Älvsbyns kommun i Norrbotten och ingår i Piteälvens huvudavrinningsområde. Sjön har en area på 1,44 kvadratkilometer och ligger 202 meter över havet. Sjön avvattnas av vattendraget Grundträskbäcken.

## Delavrinningsområde
Sör-Grundträsket ingår i det delavrinningsområde (731012-169691) som SMHI kallar för Utloppet av Sör-Grundträsket. Medelhöjden är 257 meter över havet och ytan är 16,65 kvadratkilometer. Räknas de 5 avrinningsområdena uppströms in blir den ackumulerade arean 78,18 kvadratkilometer. Grundträskbäcken som avvattnar avrinningsområdet har biflödesordning 2, vilket innebär att vattnet flödar genom totalt 2 vattendrag innan det når havet efter 103 kilometer. Avrinningsområdet består mestadels av skog (81 procent). Avrinningsområdet har 1,44 kvadratkilometer vattenytor vilket ger det en sjöprocent på 8,6 procent.